# Syndiclis paradoxa
Syndiclis paradoxa là loài thực vật có hoa trong họ Nguyệt quế. Loài này được Joseph Dalton Hooker đặt tên khoa học đầu tiên năm 1886. Năm 1952, André Joseph Guillaume Henri Kostermans chuyển nó sang chi Potameia.
Loài này có trong khu vực Đông Himalaya. Khi Syndiclis được công nhận là chi tách biệt với Potameia thì nó là loài điển hình của Syndiclis.